# Hugo Leonardo Pérez
Hugo Leonardo Pérez (Avellaneda, Argentina; 6 de octubre de 1968), conocido como Perico Pérez, es un exfutbolista argentino. Jugaba de centrocampista y participó en la Copa Mundial de Fútbol de 1994 con la selección de fútbol de Argentina.

## Trayectoria
Comenzó su carrera en el Racing Club, para jugar después en Ferro Carril Oeste y en el otro equipo de su ciudad natal: el C. A. Independiente. En el mercado de invierno de la temporada 1994-95 fichó por el Real Sporting de Gijón, donde disputó cincuenta y siete encuentros, y anotó cinco goles. En su regreso a Argentina, militó en Estudiantes de La Plata hasta su retirada en 1998.

## Selección nacional
Fue internacional con la selección de fútbol de Argentina en catorce partidos en los que llegó a marcar tres goles. Formó parte del equipo que disputó el Mundial de 1994, celebrado en Estados Unidos, y la Copa América 1995. Con la selección olímpica participó en los Juegos de Seúl 1988.

### Participaciones en la Copa del Mundo
| Mundial                        | Sede           | Resultado        | PJ | Goles |
| ------------------------------ | -------------- | ---------------- | -- | ----- |
| Copa Mundial de Fútbol de 1994 | Estados Unidos | Octavos de final | 0  | 0     |

### Participaciones en la Copa América
| Copa              | Sede    | Resultado        | PJ | Goles |
| ----------------- | ------- | ---------------- | -- | ----- |
| Copa América 1995 | Uruguay | Cuartos de final | 4  | 0     |

## Clubes
| Club                    | País      | Año       |
| ----------------------- | --------- | --------- |
| Racing Club             | Argentina | 1987-1991 |
| Ferro Carril Oeste      | Argentina | 1991-1992 |
| Independiente           | Argentina | 1993-1994 |
| Sporting de Gijón       | España    | 1994-1997 |
| Estudiantes de La Plata | Argentina | 1997-1998 |

## Palmarés

### Torneos nacionales
| Título           | Equipo        | País      | Año    |
| ---------------- | ------------- | --------- | ------ |
| Primera División | Independiente | Argentina | C-1994 |

### Torneos internacionales
| Título                 | Equipo        | Sede           | Año  |
| ---------------------- | ------------- | -------------- | ---- |
| Supercopa Sudamericana | Racing Club   | Belo Horizonte | 1988 |
| Supercopa Sudamericana | Independiente | Avellaneda     | 1994 |